# 강수현
강수현(姜洙賢, 1962년 11월 17일(음력 10월 21일) ~ ) 대한민국의 정치인이다. 제7대 양주시장(2022~, 민선 8기)이다.

## 학력
- 덕정국민학교 (졸업)
- 덕정중학교 (졸업)
- 의정부고등학교 (졸업 / 5회)
- 한성대학교 (국문학 / 학사)
- 서울시립대학교 도시과학대학원 (도시행정학 / 석사)

## 경력
- 경기도 양주시 광적면장
- 양주시청 가정복지과장
- 양주시청 안전총괄과장
- 양주시청 사회복지과장
- 양주시청 세정과장
- 양주시청 일자리환경국장
- 양주시청 기획행정실장
- 양주시청 교통안전국장
- 양주시청 지방부이사관
- 2021.09 : 국민의힘 경기도당 부위원장
- 2022.01 ~ 2022.03: 제20대 대통령선거 국민의힘 윤석열 후보 중앙선거대책위원회 국민통합위원회 소통본부 양주시 단장
- 2022.01 ~ 2022.03: 제20대 대통령선거 국민의힘 윤석열 후보 경기도선거대책위원회 양주시 홍보본부장
- 2022.07 ~ : 제7대 민선 8기 경기도 양주시장

## 역대 선거 결과
| 실시년도 | 선거      | 대수 | 직책 | 선거구      | 정당     | 득표수   | 득표율          | 순위 | 당락 | 비고           |
| -------- | --------- | ---- | ---- | ----------- | -------- | -------- | --------------- | ---- | ---- | -------------- |
| 2022년   | 지방 선거 | 7대  | 시장 | 경기 양주시 | 국민의힘 | 48,002표 | \| \| 51.14% \| | 1위  |      | 초선, 민선 8기 |
|          | 51.14%    |      |      |             |          |          |                 |      |      |                |

| 전임 이성호 (권한대행)김종석 | 제7대 경기도 양주시장(민선) 2022년 7월 1일~ |  |